# نهر القنطرة (ريو دي جانيرو)
نهر القنطرة (بالبرتغالية: Rio Alcântara‏) هو نهر في ولاية ريو دي جانيرو في جنوب شرق البرازيل.